# Pacific West Bancorp
Pacific West Bancorp ist eine US-amerikanische Bankholding mit Sitz in West Linn, Oregon. Dabei ist die Pacific West Bank eine hundertprozentige Tochter der Holding. Gegründet wurde die Bank im Jahr 2004. Seit 2019 hat die Bank eine Bilanzsumme von mehr als 100 Millionen US-Dollar, zuletzt im Jahr 2022 eine Bilanzsumme von 274,5 Millionen US-Dollar. Die Bank ist eine State Chartered Bank und steht somit unter der Aufsicht des Bundesstaats, jedoch sind die Einlagen bei der FDIC versichert. Weil Gerücht über die instabile PacWest im Jahr 2023 die Runde machte, kam auch die Pacific West Bank wegen des ähnlichen Namens in den Fokus von Investoren. Jedoch erklärte die Bank, sie sei nicht mit ihrer Namensverwandten in irgendeiner geschäftlichen Beziehung verbunden.